# Birdy the Mighty
Birdy the Mighty (鉄腕バーディー?, Tetsuwan Bādī) è un manga di Masami Yūki. Nel 1988 la serie fu abbandonata dall'autore dopo un solo tankōbon, ma in seguito ne vennero tratti quattro OAV diretti da Yoshiaki Kawajiri e realizzati dalla Madhouse. Nel 2003 Masami Yuki iniziò a disegnare una nuova serie, più ambiziosa, conclusasi in venti volumi nel 2008 per proseguire la serializzazione in una terza serie in 13 volumi, intitolata Tetsuwan Birdy Evolution (鉄腕バーディーEVOLUTION?, Tetsuwan Bādī Evolution), senza la quale la precedente risulta incompiuta. Nel 2008 ne è stata anche tratta una serie televisiva anime di 13 episodi, prodotta dalla Aniplex, intitolata Tetsuwan Birdy: Decode (鉄腕バーディー DECODE?, Tetsuwan Bādī Decode), seguita da una seconda serie nel 2009. La seconda serie manga del 2003 è stata pubblicata in Italia da Star Comics.

## Trama
Birdy Cephon Altera è un'agente della Federazione spaziale.
Durante un inseguimento di criminali interplanetari arriva sul pianeta Terra, e in uno scontro uccide accidentalmente un liceale di nome Tsutomu Senkawa. Fortunatamente, c'è un modo per tenere in vita Tsutomu, ma questo richiede la fusione del suo corpo con quello di Birdy, almeno finché il suo corpo originale non sarà stato ricostruito.
Tsutomu si trova quindi a condividere il corpo con questa poliziotta spaziale, attraente, forte - e soprattutto impulsiva. Allo stesso tempo deve continuare la sua vita normale, mentre Birdy deve proseguire le indagini sui criminali che si sono insediati segretamente sulla Terra.

## Personaggi

Birdy nell'anime

- Birdy Cephon Altera (バーディー・シフォン・アルティラ):

Ispettore della Federazione spaziale, giunge sulla Terra insieme al suo assistente Tute per dare la caccia a Geega, un pericoloso alieno che qui si è rifugiato. Tuttavia durante uno scontro con questo uccide accidentalmente il giovane Tsutomu Senkawa, scambiandolo per un avversario. L'unico modo per riparare all'errore e tenere Tsutomu in vita è fondersi con il ragazzo, condividendo così lo stesso corpo.
Birdy è un'Altiana (una specie aliena simile all'uomo) e più precisamente un'Exiola Altiana, un super-soldato genetico addestrato al combattimento.
Nell'anime Birdy, giunta sulla Terra, assume la falsa identità e le false sembianze di Shion Arita, una idol giapponese.
- Tsutomu Senkawa (千川 つとむ):

Normale studente del liceo, si ritrova coinvolto nello scontro tra Birdy e l'alieno Geega, mentre stava esplorando un edificio in rovina con l'amica Natsumi. Colpito a morte per errore dalla ragazza Altiana, dovrà condividere il suo corpo con lei per rimanere in vita.

### Personaggi minori
- Natsumi Hayamiya (早宮 夏美): compagna di classe e migliore amica di Tsutomu. Si ritrova con lui nell'edificio dove Birdy sta affrontando il criminale alieno, ma, svenuta, non assiste a ciò che accade a Tsutomu.
- Hazumi Senkawa (千川 はづみ): la sorella maggiore di Tsutomu.
- Sayaka Nakasugi (中杉 小夜香): compagna di classe di Tsutomu, molto amica di Hayamiya. Figlia del presidente di un'impresa che costruisce robot, ha una salute cagionevole. In seguito ad un incidente stradale, il suo comportamento diventa più aperto. Appare solo nell'anime.
- Keisuke Muroto (室戸 圭介): consulente scolastico al liceo di Tsutomu e giornalista freelance. Specializzato nel paranormale, scopre l'esistenza di Birdy.
- Geega (ギーガー): alieno con la capacità di cambiare la sua struttura corporea. Si rifugia sulla Terra per sfuggire a Birdy.
- Christella Levi (クリステラ・レビ): antagonista della storia. Misterioso scienziato e terrorista alieno che compie esperimenti sugli umani. Le sue intenzioni però non sono note. Secondo la Federazione spaziale è di sesso maschile, ma sulla Terra ha le sembianze di una bella donna.
- Gomez (ゲオルグ・ゴメス): criminale Altiano e braccio destro di Levi che si nasconde sulla Terra.
- Bacillus (バチルス): alieno parassita che occupa i corpi delle sue vittime. Ricercato dalla Federazione si è rifugiato sulla Terra al servizio di Geega.

## Doppiaggio
| Personaggio         | Doppiatore OAV   | Doppiatore serie TV |
| ------------------- | ---------------- | ------------------- |
| Birdy Cephon Altera | Kotono Mitsuishi | Saeko Chiba         |
| Tsutomu Senkawa     | Tetsuya Iwanaga  | Miyu Irino          |
| Natsumi Hayamiya    | Yukana           | Kanae Itō           |
| Hazumi Senkawa      | Tomoko Maruo     | Mikako Takahashi    |
| Sayaka Nakasugi     | -                | Maaya Sakamoto      |
| Keisuke Muroto      | -                | Keiji Fujiwara      |
| Tute                | -                | Shinji Kawada       |
| Geega               | Yūsaku Yara      | Atsushi Ono         |
| Christella Levi     | Mako Hyōdō       | Mako Hyōdō          |
| Gomez               | Akio Ōtsuka      | Unshō Ishizuka      |
| Bacillus            | Norio Wakamoto   | Yasuhiro Mamiya     |

## Episodi

### Tetsuwan Birdy
I titoli originali degli episodi sono in inglese.
| Nº | Titolo italiano           | In onda        | In onda |
| Nº | Titolo italiano           | Giapponese     |         |
| 1  | Act 1: 2 Hearts in 1 Body | 25 luglio 1996 |         |
| 2  | Act 2: Double Trouble     | 25 luglio 1996 |         |
| 3  | Act 3: Triangle Trial     | 25 luglio 1996 |         |
| 4  | Act 4: Final Force        | 25 luglio 1996 |         |

### Tetsuwan Birdy: Decode
I titoli originali degli episodi sono in inglese.
| Nº | Titolo italiano         | In onda           | In onda |
| Nº | Titolo italiano         | Giapponese        |         |
| 1  | ONE PLUS ONE            | 4 luglio 2008     |         |
| 2  | THE PARTNERED ONE       | 11 luglio 2008    |         |
| 3  | VIEW OF LIFE            | 18 luglio 2008    |         |
| 4  | A STRANGER FROM EARTH   | 25 luglio 2008    |         |
| 5  | ANOTHER WORLD           | 1º agosto 2008    |         |
| 6  | BOTH OF US              | 8 agosto 2008     |         |
| 7  | NIGHT WALKER            | 15 agosto 2008    |         |
| 8  | GHOST VILLAGE           | 22 agosto 2008    |         |
| 9  | THE CHAMPION OF JUSTICE | 29 agosto 2008    |         |
| 10 | YOU'RE THE ONE          | 5 settembre 2008  |         |
| 11 | BYE BYE BUDDY           | 12 settembre 2008 |         |
| 12 | DOOMSDAY                | 19 settembre 2008 |         |
| 13 | STAND BY ME             | 26 settembre 2008 |         |

### Tetsuwan Birdy: Decode 02
I titoli originali degli episodi sono in inglese.
| Nº | Titolo italiano           | In onda          | In onda |
| Nº | Titolo italiano           | Giapponese       |         |
| 1  | After all                 | 9 gennaio 2009   |         |
| 2  | Simple twist of fate      | 16 gennaio 2009  |         |
| 3  | Somewhere in time         | 23 gennaio 2009  |         |
| 4  | Tears are not enough      | 30 gennaio 2009  |         |
| 5  | Before it's too late      | 6 febbraio 2009  |         |
| 6  | A prisoner of the past    | 13 febbraio 2009 |         |
| 7  | We will meet again        | 20 febbraio 2009 |         |
| 8  | Falling in love with love | 27 febbraio 2009 |         |
| 9  | Space, time and you       | 6 marzo 2009     |         |
| 10 | It never entered my mind  | 13 marzo 2009    |         |
| 11 | Both sides now            | 20 marzo 2009    |         |
| 12 | Before long               | 27 marzo 2009    |         |